# William Milligan Sloane

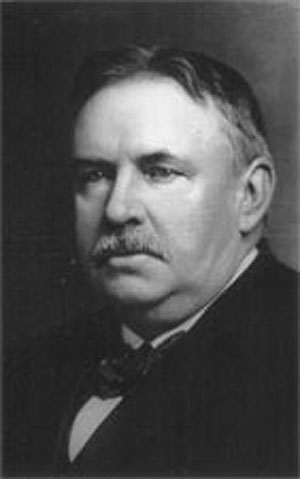
William Milligan Sloane

William Milligan Sloane (Richmond, 12 novembre 1850 – 12 settembre 1928) è stato uno storico statunitense.

## Biografia
Diplomato presso il Columbia College of Columbia University nel 1868, lavorò a Pittsburgh fino al 1872. Mentre lavorava in Germania come segretario di George Bancroft, ambasciatore statunitense a Berlino, studiò storia sotto Theodor Mommsen e Johann Gustav Droysen.
Divenne professore di storia all'Università di Princeton dal 1883 al 1896. Dopo il 1896, divenne professore di storia alla Columbia University. Sloane fu membro del Comitato Olimpico Internazionale dal 1894 al 1924, oltre che il fondatore e il primo presidente del Comitato Olimpico degli Stati Uniti (fondato nel 1894); accompagnò la prima squadra statunitense ai Giochi della I Olimpiade di Atene nel 1896.
Sloane fu inoltre membro dell'American Academy of Arts and Letters e nel 1911 divenne presidente dell'American Historical Association. Fu anche Cavaliere della Legion d'onore e dell'Ordine della Stella Polare.

## Pubblicazioni
- Life and Work of James Renwick Wilson Sloane (1888)
- The French War and the Revolution (1893)
- The Life of Napoleon Bonaparte (quattro volumi, 1896; edizione rivisitata nel 1911)
- Life of James McCosh (1896)
- The French Revolution and Religious Reform (11901)
- Party Government in the United States of America (1914)
- The Balkans (1914)